# Uparaja
Uparaja (auch Uparaj, Uparat, Ouparath geschrieben; Thai: มหาอุปราช RTGS: Maha Uparat) war die Position eines „Zweiten Königs“ oder „Vizekönigs“ in den buddhistischen Dynastien von Laos, Siam, Birma und Kambodscha sowie auch einiger tributpflichtiger Fürstentümer.

## Siam (Thailand)

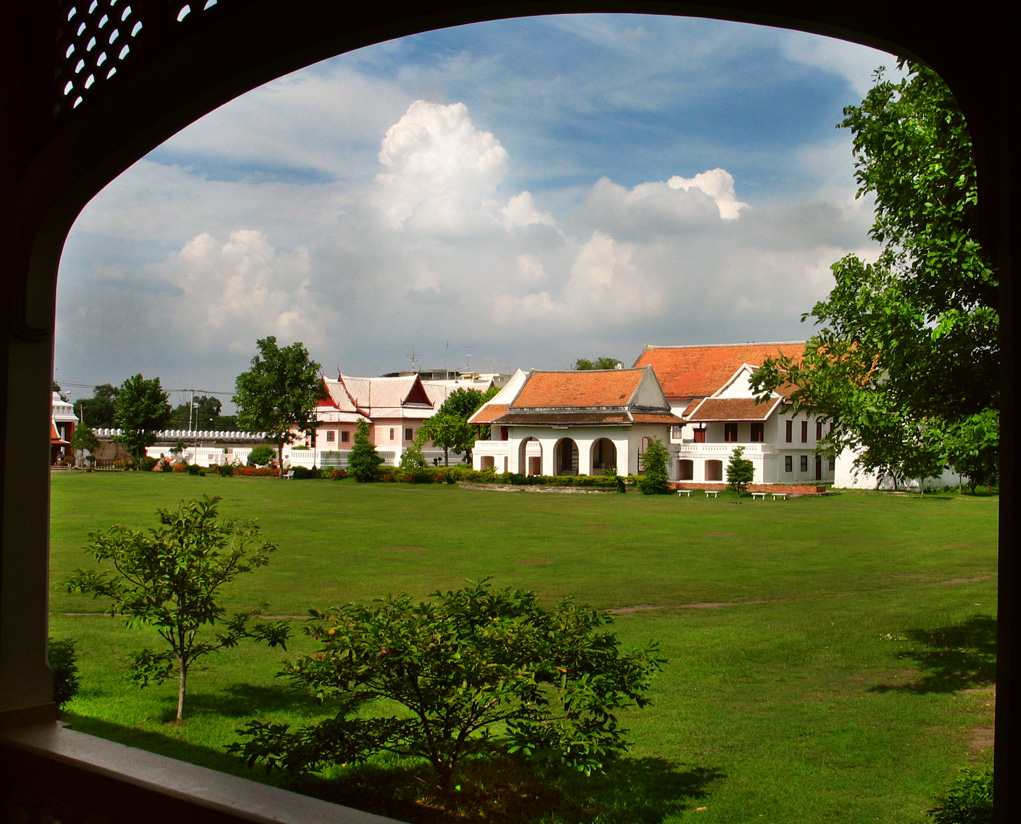
Chandra-Kasem-Palast, Ayutthaya

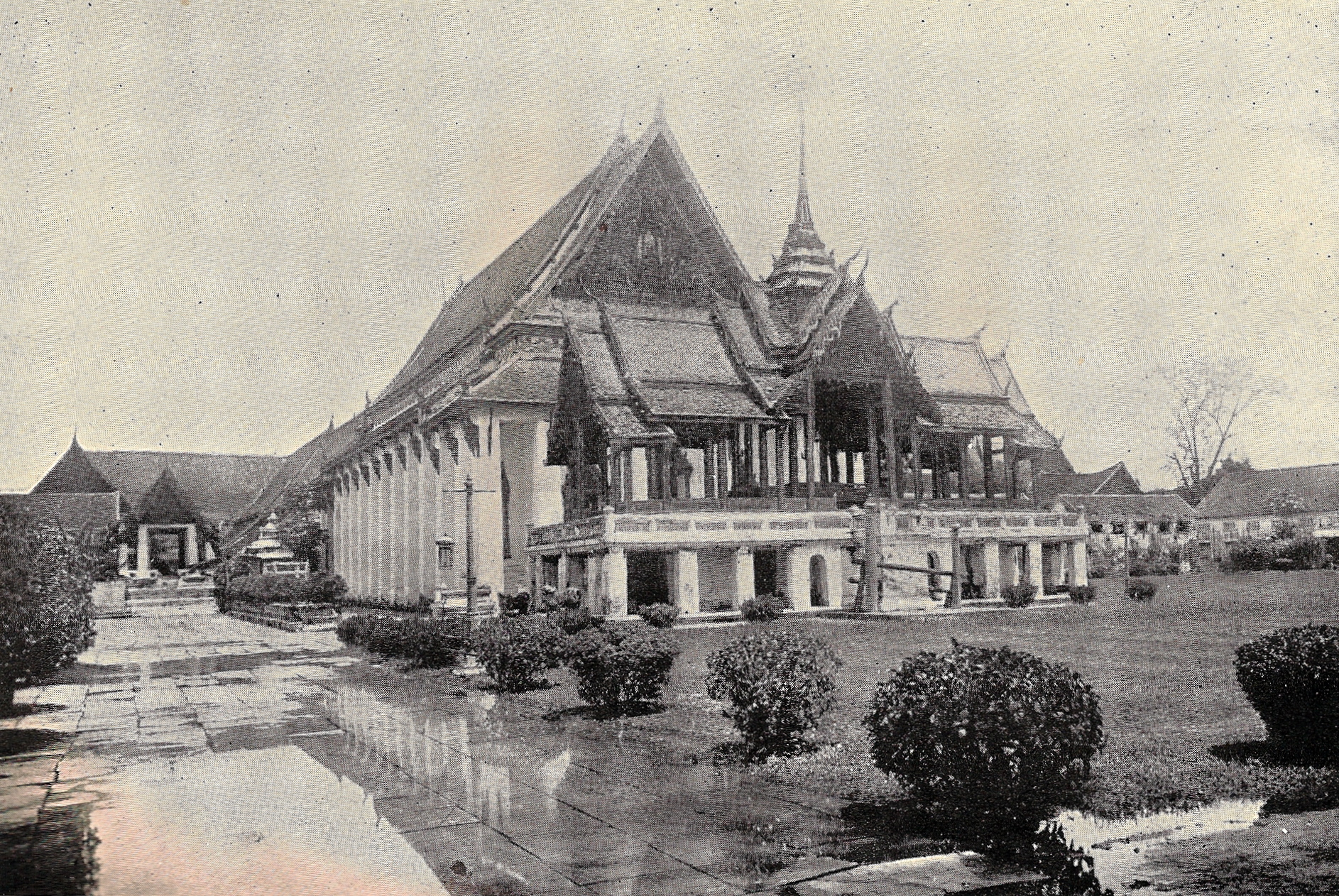
Vorderer Palast, Bangkok (Photographie, um 1890)

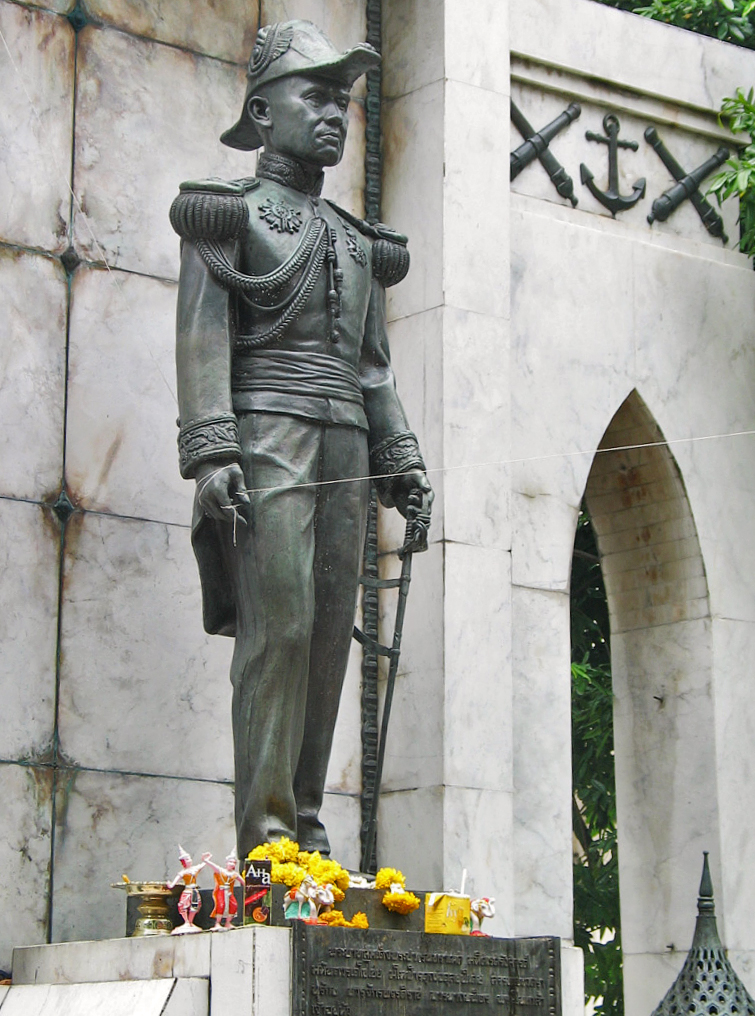
Statue von Phra Pinklao, Uparat von König Mongkut (Rama IV.)

Erstmals schriftlich festgelegt wurde das Amt des Phra Maha Uparat im Palastgesetz König Borommatrailokanats Mitte des 15. Jahrhunderts. Dieses bestimmte, dass der erstgeborene Königssohn Uparat werde. Zudem billigten die ebenfalls von Borommatrailokanat erlassenen Gesetze über die Zivile und Militärische Hierarchie der Provinzen von 1455 dem Uparat einen Sakdina-Wert von 100.000 Rai zu. Damit hatte er – nach dem König – den höchsten Rang im Königreich, weit vor anderen Prinzen, Chefministern oder Provinzfürsten. Das Sakdina-System hatte bis Ende des 19. Jahrhunderts Geltung.
Während der Herrschaft Borommatrailokanats hatte der Vizekönig besonders große Bedeutung, da der König während des Krieges zwischen Ayutthaya und Lan Na ab 1463 in der „zweiten Hauptstadt“ Phitsanulok residierte, während er den Thron in der eigentlichen Hauptstadt Ayutthaya seinem Sohn Borommaracha III. überließ. Später war es meist umgekehrt: Der König residierte in Ayutthaya, sein Uparat in Phitsanulok. Statt des Sohns wurde in einigen Fällen auch der Bruder des Königs zum Uparat ernannt. So beispielsweise im Falle von König Naresuan (r. 1590–1605) und seinem Stellvertreter Ekathotsarot. 
Aus dem Ausnahmefall wurde später die Regel: Im 18. und 19. Jahrhundert war der Uparat gewöhnlich der Bruder des Königs. Er war der Erbe auf den Thron nach dem Tode des Königs. Wenn der Uparat einmal vor dem König starb, wurde seine Position meist nicht neu besetzt, bis ein neuer König und somit ein neuer Uparat eingesetzt wurde. Der offizielle Titel des Vizekönigs lautete in dieser Zeit Krom Phra Ratchawang Bowon Sathan Mongkhon (กรมพระราชวังบวรสถานมงคล), umgangssprachlich wurde sowohl das Amt als auch der Amtsinhaber metonymisch nach dem Amtssitz Wang Na (วังหน้า, d. h. „Vorderpalast“) genannt. 
Im Königreich Ayutthaya lag der Vordere Palast, der Chandra-Kasem-Palast, in der nordöstlichen Ecke der Insel. Er wurde 1577 erbaut, König Mongkut ließ ihn restaurieren und zu seinem Sommerpalast umbauen. Heute beherbergt er das „Chantharakasem National Museum“. 
In der Rattanakosin-Zeit (ab 1782) lag der Vordere Palast nördlich des Großen Palastes in Bangkok. Heute befindet sich auf diesem Gelände das Nationalmuseum Bangkok und der Innenstadtcampus der Thammasat-Universität.
Jeder der ersten fünf Könige der seit 1782 amtierenden Chakri-Dynastie hatte einen Uparat ernannt: Phra Phutthayotfa Chulalok (Rama I.) seinen Bruder sowie (nach dessen Tod) seinen Sohn, Phra Phutthaloetla (Rama II.) ebenfalls seinen Bruder, Phra Nang Klao (Rama III.) ernannte seinen Onkel, Mongkut (Rama IV.) ernannte wiederum seinen Bruder und der Regent des minderjährigen Königs Chulalongkorn (Rama V.) ernannte den ältesten Sohn des vorherigen Uparat (also den Cousin des jungen Königs) zum Nachfolger. Bis auf einen verstarben alle Uparat vor ihren Königen, nur Prinz Itsarasunthon wurde als Phra Phutthaloetla (Rama II.) neuer König, nachdem er zuvor Uparat gewesen war.
Das Verhältnis zwischen dem König und seinem Uparat war selten harmonisch, da der Uparat oft dazu neigte, seine Macht auszuweiten, um schließlich den König vor dessen Tod zu ersetzen. Der letzte dieser Machtkämpfe war der sog. „Zwischenfall vom Vorderpalast“ im Jahr 1874. Ein Feuer im Großen Palast wurde dem Uparat Bovorn Vichaicharn zugeschrieben, der daraufhin im britischen Konsulat um Schutz ersuchte. Die Krise begann während der sich rasant entwickelnden Reformen des jungen Königs Chulalongkorn (Rama V.). Dies führte dazu, dass die Reformen für einige Zeit „auf Eis gelegt“ wurden. Als der Uparat 1885 starb, wurde das gesamte Uparat-System vom König abgeschafft, er bestimmte seinen Sohn zu seinem Nachfolger und ernannte ihn nach europäischem Vorbild zum Kronprinzen.

## Birma
Der „Große Vizekönig“, vollständiger Titel Maha Uparaja Anaudrapa Ainshe Min, von Europäern falsch als Kronprinz interpretiert, war der höchste Rang unter den Min-nyi Min-tha, den Prinzen von königlichem Blut.
Diese Position war nicht reserviert für den Erstgeborenen, noch war sie automatisch mit der Nachfolge eines Königs verbunden, was nicht selten in Machtkämpfen endete.

## Lan Xang (Laos)
Im laotischen Königreich Lan Xang war der Titel Upayuvaraja geläufig. Für manche Herrscher, deren eigentlicher Name nicht überliefert ist, wird der Titel angesetzt, siehe
- Upayuvaraja I.